# قطعنامه ۵۱۳ شورای امنیت
قطعنامه ۵۱۳ شورای امنیت سازمان ملل متحد که در تاریخ ۰۴ جولای ۱۹۸۲ تصویب شد، سندی بین‌المللی دربارهٔ لبنا است. این قطعنامه طی نشست ۲۳۸۲ام با ۱۵ موافق، ۰ مخالف و ۰ ممتنع تصویب شد.